# Ron (Vorname)
Ron ist sowohl ein männlicher Vorname als auch eine Abkürzung des Vornamens Ronald. Die Herkunft ist einerseits altnordisch des Namens Rögnvaldr mit der Bedeutung ‚der Herrscher‘, andererseits bedeutet er im Hebräischen (hebräisch רון) ‚Freude‘.

## Namensträger
- Ron Arad (* 1951), britischer Industriedesigner und Architekt
- Ron Arad (1958–1988), israelischer Offizier
- Ron Artest (* 1979), US-amerikanischer Basketballspieler
- Ron Asheton (1948–2009), US-amerikanischer Gitarrist
- Ron Bridgewater (* 1947/48), US-amerikanischer Jazzmusiker und Hochschullehrer
- Ron Carey (1935–2007), US-amerikanischer Schauspieler
- Ron Carey (1936–2008), US-amerikanischer Gewerkschafter
- Ron Carey (* 1958), US-amerikanischer Politiker (Minnesota)
- Ron Carter (* 1937), US-amerikanischer Jazz-Bassist
- Ron Clark (* 1971), US-amerikanischer Lehrer
- Ron Clarke (1937–2015), australischer Langstreckenläufer
- Ron Dante (* 1945), US-amerikanischer Sänger, Songschreiber und Musikproduzent
- Ron Delany (* 1935), irischer Leichtathlet
- Ron Dennis (* 1947), britischer Formel-1-Teamchef
- Ron DuPont (1937–2015), US-amerikanischer Jazzpianist
- Ron Dyens, französischer Filmproduzent
- Ron Edwards (* 1964), US-amerikanischer Spieleautor
- Ron Edwards, US-amerikanisches Ku-Klux-Klan-Mitglied
- Ron Ely (1938–2024), US-amerikanischer Schauspieler
- Ron Flockhart (Ronald Flockhart; 1923–1962), britischer Automobilrennfahrer und Pilot
- Ron Flowers (1934–2021), englischer Fußballspieler
- Ron Francis (* 1963), kanadischer Eishockeyspieler
- Ron Galella (1931–2022), US-amerikanischer Paparazzo
- Ron Gilbert (* 1964), US-amerikanischer Spieleentwickler
- Ron Goodwin (1925–2003), britischer Komponist
- Ron Grainer (1922–1981), australischer Komponist
- Ron Greenwood (1921–2006), englischer Fußballspieler und -trainer
- Ron Griffiths (* 1946), britischer Rockmusiker
- Ron Guidry (* 1950), US-amerikanischer Baseballspieler
- Ron Hastings (1936–2006), kanadischer Theaterschauspieler
- Ron Herron (1930–1994), britischer Architekt
- Ron Holden (1939–1997), US-amerikanischer Sänger und Fernsehmoderator
- Ron Holzschuh (1969–2020), deutscher Schauspieler
- Ron Howard (1954), US-amerikanischer Schauspieler, Regisseur und Filmproduzent
- L. Ron Hubbard (1911–1986), US-amerikanischer Science-Fiction-Autor und Gründer von Scientology
- Ron Jeremy (* 1953), US-amerikanischer Pornodarsteller
- Ron Jessie (1948–2006), US-amerikanischer American-Football-Spieler
- Ron Kennedy (1953–2009), kanadischer Eishockeyspieler und -trainer
- Ron Kühler, deutscher Journalist und Radiomoderator
- Ron Loewinsohn (1937–2014), US-amerikanischer Schriftsteller und Literaturwissenschaftler
- Ron Marz (* 1959), US-amerikanischer Comicautor
- Ron Matthews, britischer Schlagzeuger, siehe Iron Maiden
- Ron McCroby (1934–2002), US-amerikanischer Jazzmusiker und Kunstpfeifer
- Ron McGovney (* 1962), US-amerikanischer Musiker
- Ron McKernan (1945–1973), US-amerikanischer Keyboarder, Organist und Mundharmonikaspieler
- Ron Mix (* 1938), US-amerikanischer American-Football-Spieler und Rechtsanwalt
- Ronn Moss (* 1952), US-amerikanischer Schauspieler
- Ron Mueck (* 1958), australischer Künstler und Bildhauer
- Ron Nelson (1929–2023), US-amerikanischer Komponist und Dirigent
- Ron Perlman (* 1950), US-amerikanischer Schauspieler
- Ron Raikes (1948–2009), US-amerikanischer Politiker
- Ron Randell (1918–2005), australischer Schauspieler
- Ron Rifkin (* 1939), US-amerikanischer Schauspieler
- Ron Rose (1944–2019), US-amerikanischer Pokerspieler
- Ron Schindler (* 1977), deutscher DJ, Musikjournalist und Produzent
- Ron Sexsmith (* 1964), kanadischer Liedermacher
- Ron Shelton (* 1945), US-amerikanischer Baseballspieler, Drehbuchautor, Regisseur und Produzent
- Ron Sommer (eigentlich Aaron Lebowitsch; * 1949), deutsch-russisch-israelischer Wirtschaftsmanager
- Ron Springett (1935–2015), englischer Fußballtorwart
- Ron Stewart (1932–2012), kanadischer Eishockeyspieler und -trainer
- Ron Underwood (* 1953), US-amerikanischer Regisseur
- Ron Vawter (1948–1994), US-amerikanischer Schauspieler
- Ron Wayne (* 1934), US-amerikanischer IT-Unternehmer,
- Ron Williams (* 1942), deutsch-amerikanischer Schauspieler, Sänger, Kabarettist und Moderator
- Ron Winkler (* 1973), deutscher Schriftsteller, Autor und Übersetzer
- Ron Wood (* 1947), britischer Rockmusiker
- Ron Ziegler (1939–2003), US-amerikanischer Pressesprecher